# Uday Hussein
Uday Saddam Hussein al-Tikriti (em árabe: عُدي صدّام حُسين; Ticrite, 18 de junho de 1964 - Mossul, 22 de julho de 2003) foi o filho mais velho do presidente do Iraque Saddam Hussein e sua esposa, Sajida Talfah. Formado em engenharia pela Universidade de Bagdá, Uday controlou os principais meios de comunicação do país, sendo nomeadamente director do canal de televisão iraquiano para a juventude, e que tinha maiores audiências, e do principal jornal do Iraque, o Babel. Também dirigia uma série de jornais menores e uma rádio. Era simultaneamente presidente do sindicato dos jornalistas iraquianos, função que assumiu em 1992.
Uday era conhecido por seu comportamento impulsivo e violento, cometendo assassinatos, torturas e estupros com impunidade. Isso o tornou muito impopular no Iraque. Em 1996 foi alvo de um atentado, que o deixou paralítico durante vários meses. Acabou por ficar com dificuldades de locomoção, o que terá impedido que fosse apontado como sucessor do pai na presidência do Iraque.
Caiu em desgraça perante o seu pai ao tomar certa atitudes violentas influenciado pelo álcool. Num jantar de homenagem à primeira-dama do Egito, Uday teve um acesso de fúria e matou um dos provadores de comida. Depois disso Saddam enviou-o para a Suíça, onde esteve quatro meses até regressar por influência da mãe. No entanto levava uma vida luxuosa, rodeado de bons e potentes carros, e vivia num palácio com um jardim zoológico particular.
Uday teve durante um determinado tempo um sósia, cujo nome era Latif Yahia, que era usado para estar em seu lugar em determinadas situações de risco. Um filme chamado O Dublê do Diabo, estrelado por Dominic Cooper, conta a história deste sósia.
Em 22 de Julho de 2003 Uday foi morto após um ataque desferido pelas forças especiais estadunidenses. Uday e o seu irmão Qusay Hussein foram detectados pelas tropas norte-americanas escondidos em Mosul. Resistiram à prisão e após uma troca de tiros acabaram por ser mortalmente atingidos numa operação que durou seis horas.

## Acusações
Um relatório publicado em 20 de Março de 2003 pela rede estadunidense ABC detalha várias acusações sobre Uday Hussein:
- Enquanto chefe do Comitê Olímpico Iraquiano, Uday ordenou a prisão e a tortura de atletas iraquianos derrotados ou que não tivessem uma performance satisfatória. De acordo com relatos torturadores batiam na planta dos pés dos jogadores de futebol, provocando grande dor sem deixar marcas visíveis no resto do corpo. Uday mantinha cartões com anotações sobre quantas pancadas cada jogador deveria levar em caso de má apresentação. Um antigo aliado reportou que jogadores de futebol presos foram forçados a chutar uma bola de concreto após não chegarem à final da Copa do Mundo de 1994. O jogadores iraquianos foram vistos com as cabeças raspadas após não conseguirem bons resultados na década de 1980, como punição. Outro ex-aliado afirmou que atletas foram arrastados sobre pedras de calcário e depois imersos em um tanque de esgoto para que seus ferimentos infeccionassem.
- Sequestro de mulheres jovens iraquianas nas ruas para estuprá-las. Uday era conhecido por entrar em festas sem ser convidado, com o intuito de "descobrir" mulheres que ele estupraria depois. A revista Time publicou um artigo em 2003 detalhando sua brutalidade sexual. Em um caso ele abordou uma jovem que andava com seu marido, chamado por Uday de "um ninguém", apesar de ele usar o uniforme de capitão do Exército Iraquiano. Uday ordenou a seus homens que raptassem a jovem, ao que o marido atacou Uday, sendo preso pelos guarda-costas. A esposa foi estuprada e morta, e o marido sentenciado à morte por "alta traição a Saddam".
- Vida de luxo numa era de severas privações. Quando as tropas estadunidenses capturaram sua mansão em Bagdá, encontraram um zoológico pessoal com leões e guepardos, um estacionamento subterrâneo para sua coleção de carros de luxo, pinturas glorificando Uday e sua mãe com Saddam (que, sabe-se, enfureceram Saddam), charutos cubanos com seu nome impresso e milhões de dólares em vinhos finos, licores e heroína. Um kit de teste de HIV também foi encontrado junto a seus pertences.
- Uso de uma dama de ferro para torturar seus inimigos.
- Uday espancou um oficial do Exército enquanto este estava inconsciente, após o homem ter se oposto a dar-lhe sua esposa para dançar. O oficial morreu pelos ferimentos. Uday também matou a tiros um oficial que não o cumprimentou.
- Ele comprou cerca de 1.200 veículos de luxo, incluindo um Rolls-Royce Corniche avaliado em mais de 20 milhões de dólares. Em um referendo sob o regime de seu pai ele compareceu ao local de votação num Rolls-Royce cor-de-rosa.
- De acordo com um relatório publicado em 2000 Uday fez um plano para assassinar um líder da oposição iraquiana. O relatório cita Ahmed Chalabi, então líder do Congresso Nacional Iraquiano, como sendo o alvo.
- Em uma entrevista de 2009 ao programa HARDtalk, da BBC News, Latif Yahia, sósia de Uday, disse que ele era "pior do que um psicopata" e afirmou que Uday tomou "uma mulher bonita e transformou-a em um pedaço de carne que mal conseguia respirar." Ele acrescentou que a mulher foi assassinada e seu corpo jogado fora. Uday era conhecido por suas atrocidades de caráter psicótico e doentio.

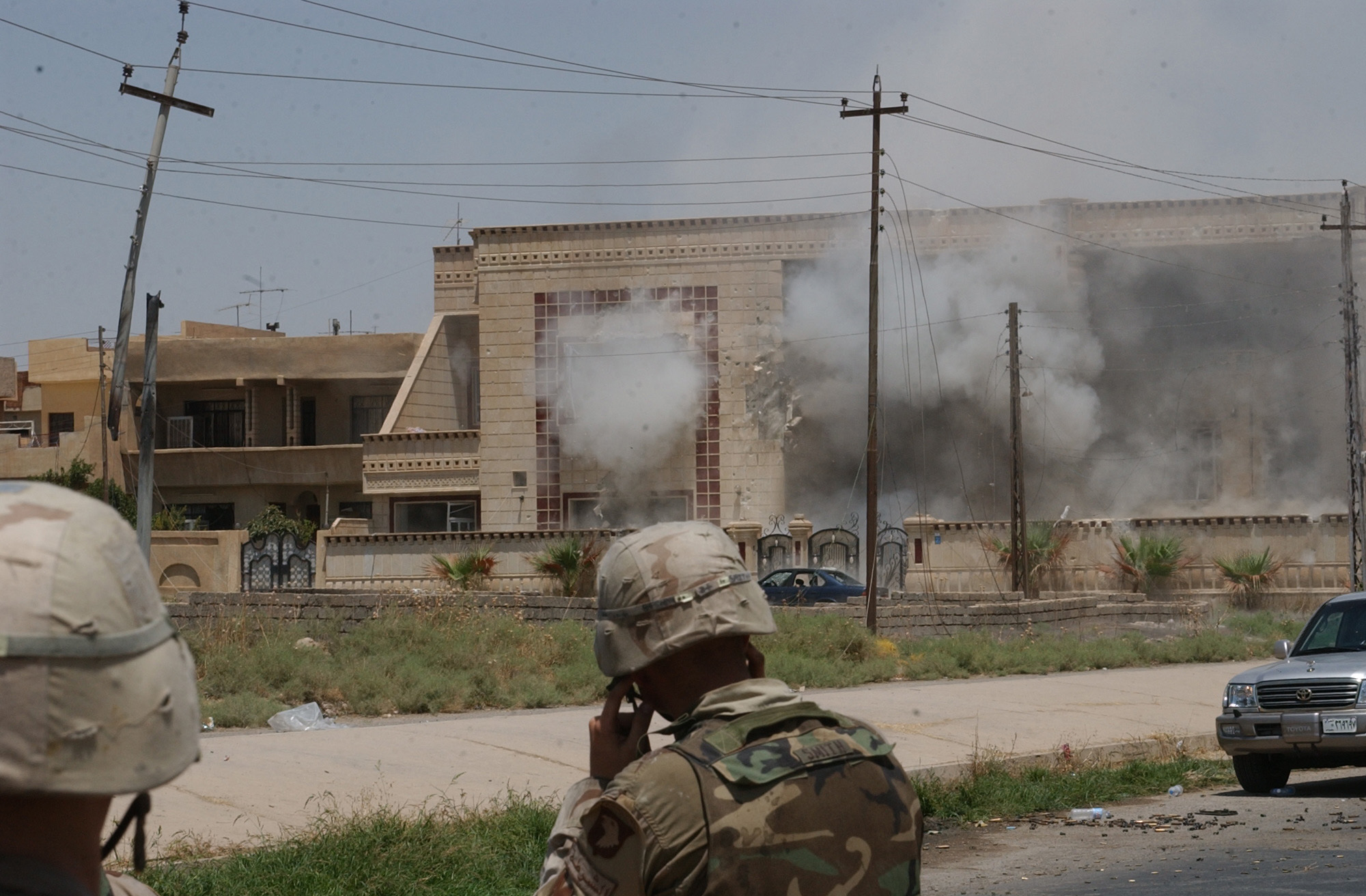
Uma nuvem de poeira e fumaça vaga para fora de um prédio atingido por um míssil TOW, lançado por soldados da 101 ª Divisão Aerotransportada do Exército em 22 de julho de 2003, em Mosul, Iraque. Os filhos de Saddam Hussein, Uday Hussein e Qusay Hussein foram mortos em um tiroteio em que eles tentaram resistir aos esforços por parte das forças da coalizão para detê-los e prendê-los.

## Morte
Em 22 de julho de 2003 a Força-Tarefa 20, ajudada por tropas da 101 ª Divisão Aerotransportada do Exército dos Estados Unidos, teve um confronto com Uday, Qusay e o filho deste, Mustapha, de apenas 14 anos de idade, durante uma incursão em uma casa na cidade iraquiana de Mosul. Ele seria o Ás de Copas entre os mais procurados do Iraque, nas cartas de baralho (Qusay sendo o Ás de Paus). Seguindo informações de um iraquiano não identificado soldados da 101 ª Divisão Aerotransportada providenciaram segurança, enquanto operadores da Força-Tarefa 20 tentaram prender os habitantes da casa.
Depois que as tropas dos EUA interceptaram o Lamborghini de Uday ele se revelou, após um tiroteio que se seguiu. O elemento de assalto retirou-se para solicitar apoio. Cerca de 200 soldados norte-americanos, mais tarde auxiliados por helicópteros OH-58 Kiowa e um A-10 "Warthog" cercaram e dispararam sobre a casa, matando assim Uday, Qusay e o filho de Qusay. Depois de cerca de quatro horas de batalha os soldados entraram na casa e encontraram quatro corpos, incluindo os guarda-costas dos irmãos Hussein.
Mais tarde o comando americano disse que os registros dentários tinha conclusivamente identificados dois dos homens mortos como filhos de Saddam Hussein. Eles também anunciaram que o informante (possivelmente o proprietário da casa em Mosul no qual os irmãos foram mortos) iria receber a recompensa anteriormente oferecid para informação que levasse aos irmãos Hussein (30 milhões de dólares).
Ao proprietário da casa, Nawaf az-Zeidan, que é parente distante de Saddam, foi concedida a cidadania dos EUA, e ele foi autorizado a deixar o Iraque. Os moradores alegaram que Zeidan tinha informado as forças dos Estados Unidos de que os filhos de Saddam foram ali se hospedar. Em 18 de junho de 2004, o irmão de Zeidan, Salaah al-Zeidan, foi morto juntamente com três de seus parentes masculinos (incluindo um menino de oito anos de idade), que viajavam no mesmo veículo.

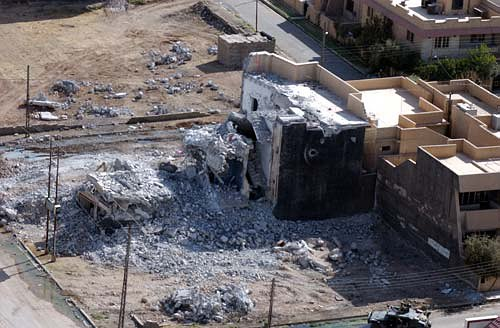
A vista de um helicóptero UH-60 Black Hawk, mostra tudo o que sobrou da casa de Uday e Qusay em Mosul no Iraque, destruída pelo Exército dos Estados Unidos em 31 de julho de 2003.

A Administração dos EUA divulgou imagens gráficas dos corpos dos irmãos Hussein. Quando criticada, a resposta do Exército dos EUA foi a de salientar que estes homens não eram combatentes comuns, e para expressar a esperança de que a confirmação das mortes seria pôr fim ao povo iraquiano. Uday foi enterrado em um cemitério perto de Ticrite, ao lado de Qusay e Mustapha Hussein.